# Mount Nomad
Mount Nomad är ett berg i Kanada.   Det ligger i provinsen Alberta, i den centrala delen av landet, 3 000 km väster om huvudstaden Ottawa. Toppen på Mount Nomad är 2 494 meter över havet, eller 131 meter över den omgivande terrängen. Bredden vid basen är 0,65 km. Mount Nomad ingår i Spray Mountains.
Terrängen runt Mount Nomad är kuperad åt nordost, men åt sydväst är den bergig. Trakten runt Mount Nomad är nära nog obefolkad, med mindre än två invånare per kvadratkilometer.. Det finns inga samhällen i närheten. 
I omgivningarna runt Mount Nomad växer i huvudsak barrskog.